# Nazar (Spagna)
Nazar è un comune spagnolo di 56 abitanti situato nella comunità autonoma della Navarra.